# Rue d'Italie (Paris)
Pour les articles homonymes, voir Rue d'Italie.
La rue d'Italie est une voie du 13e arrondissement de Paris située dans le quartier de la Maison-Blanche.

## Situation et accès

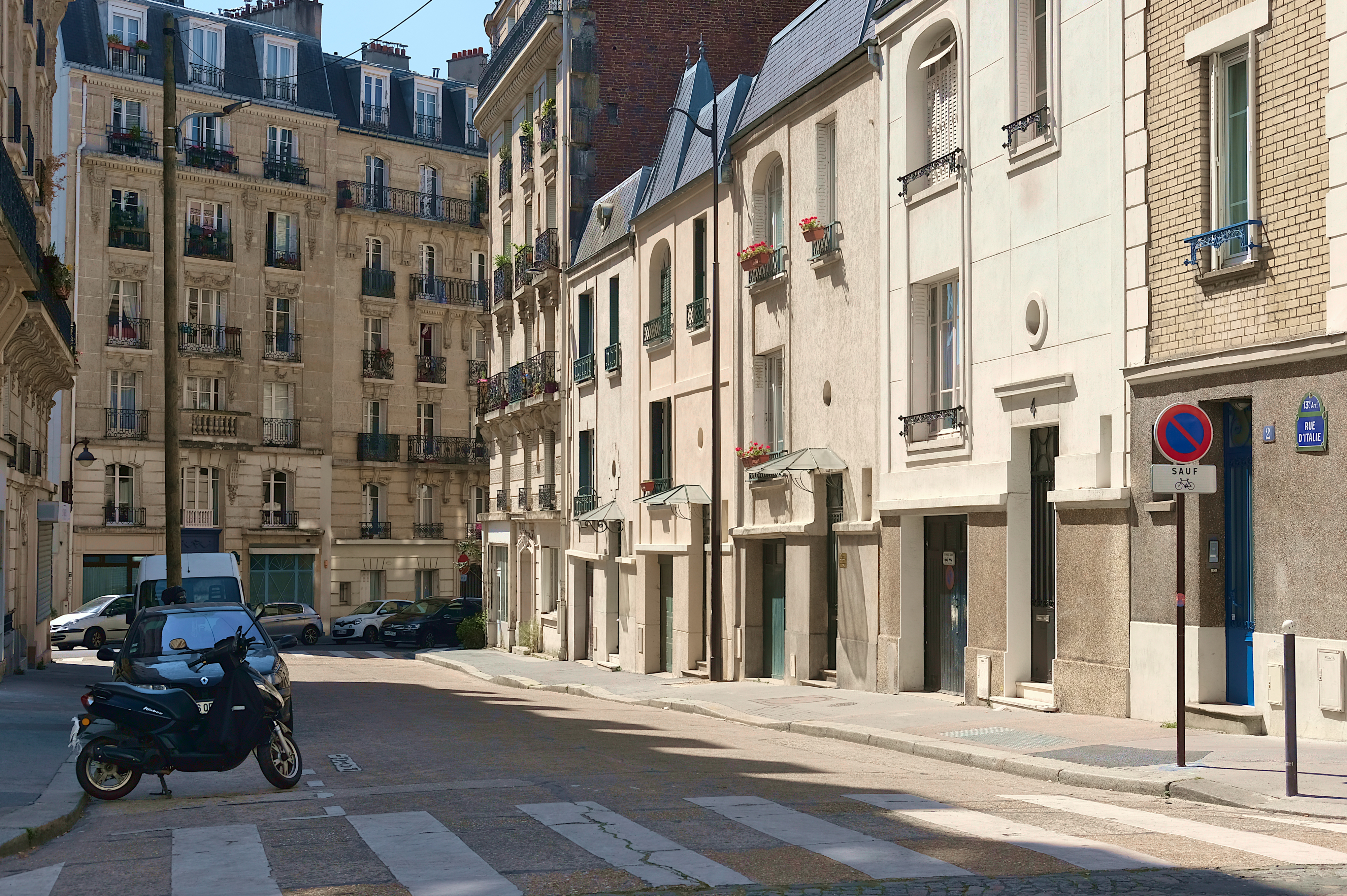
La rue d'Italie, côté numéros pairs.

La rue d'Italie est desservie à quelque distance par la ligne 7 à la station Tolbiac.

## Origine du nom
Cette rue doit son nom à sa proximité avec l'avenue d'Italie.

## Historique
La voie est ouverte en 1912 et prend sa dénomination actuelle la même année. 